# Carmen Sánchez García
Carmen Sánchez García (Béjar, Salamanca,  4 de diciembre de 1929 - Madrid, 14 de julio de 2016) fue una investigadora, maestra y mecenas española, donante de un legado para el Museo del Prado.

## Trayectoria
Sánchez García procedía de una familia burguesa ilustrada de Béjar (algunas fuentes citan su nacimiento en Madrid). Su madre, Carmen García, fue una mujer muy preocupada por la formación de su hija, y su padre, Ruperto Sánchez Arcas era médico obstetra. Entre los miembros de su familia, cabe destacar su tío Manuel Sánchez Arcas, conocido arquitecto racionalista.
En 1955 se licenció en Filosofía y Letras, en la especialidad de Historia en la Universidad Central de Madrid, cuya tesis se basó en las reformas urbanas de Carlos III,bajo la dirección de Cayetano Alcázar Molina.
En 1973 desarrolló su vocación mediante la cofundación del Colegio Nervión, el cual logró ser un referente gracias a su novedoso modelo pedagógico(fue pionero en formación laica durante la transición a la democracia española). Al principio, fue de carácter privado, pero más tarde pasó a ser concertado. Éste se ubicaba en el barrio de El Viso de Madrid, y en él, Sánchez García ejerció como docente y directora, hasta su jubilación en 1999.
Desde joven hizo numerosos viajes al extranjero y entre sus hobbies se encontraba el arte, su gran pasión, la cual pudo disfrutar en mayor profundidad, tras su jubilación. A sus setenta años comenzó a ser asidua a los actos organizados por el Museo del Prado, llegando a participar en más de una veintena de ellos, y uniéndose en 2003 a la Fundación Amigos del Museo del Prado.

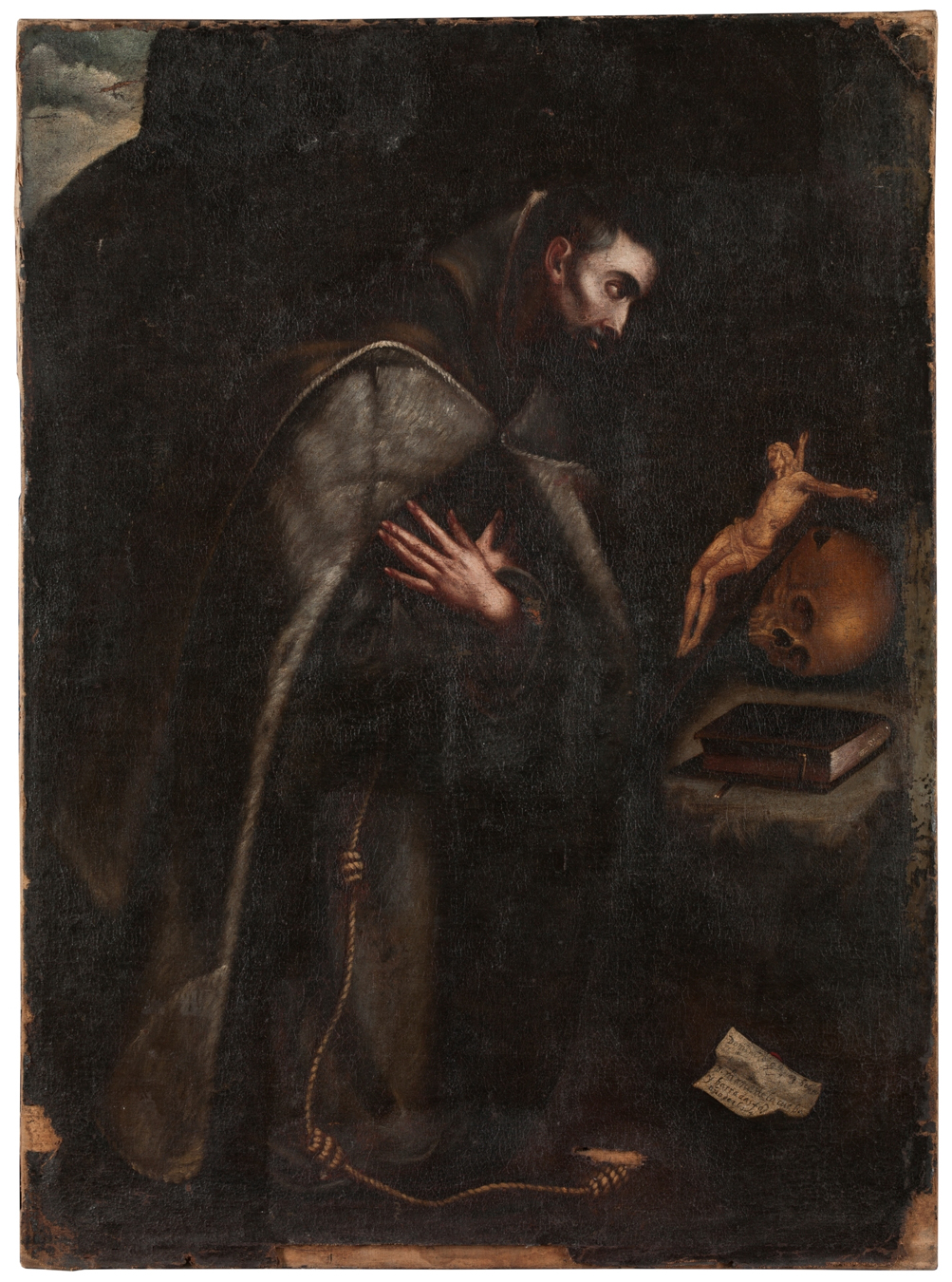
San Francisco arrodillado en meditación. Mariana de la Cueva. Museo del Prado. hacia 1664. Óleo sobre tela.

Cuando falleció, se descubrió que en su testamento, legaba todas sus propiedades al Museo del Prado.Éstas estaban constituidas por una vivienda en Toledo, 758.646 euros, y todas las pertenencias de su domicilio, que incluían también piezas de arte y enseres. El legado contenía la condición de que los bienes fueran destinados a la compra y restauración de objetos de arte. El Museo del Prado expresó públicamente en un comunicado su agradecimiento,y cuatro años después quedó cumplido el mandato.

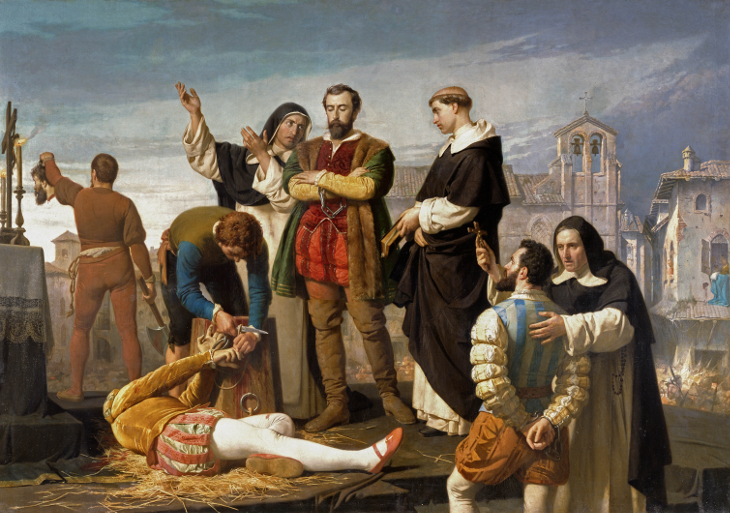
Los comuneros Padilla, Bravo y Maldonado en el patíbulo. Antonio Gisbert. Museo del Prado. 1860. Óleo sobre tela.

## Obra: el legado
La cantidad total dispuesta por la pinacoteca fue invertida en quince cuadros que, a criterio del Museo, completaban algunos aspectos de la colección museística, especialmente del siglo XIX. Todos ellos fueron comprados directamente a sus propietarios o en subastas públicas. Entre ellos fueron:
- Alegoría de la templanza, de Alonso Berruguete.
- Autorretrato de Pedro de Campaña.
- Paisaje napolitano, de Marino Fortuny.
- Giuseppe Maria Ferdinando Dal Pozzo, de José Aparicio e Inglada.
- Los comuneros Padilla, Bravo y Maldonado en el patíbulo, de Antonio Gisbert.
- Doña Blanca de Navarra entregada al captal de Buch, de Eduardo Rosales.
- La reina doña Juana en los adarves del castillo de la Mota, de Eduardo Rosales.
- San Francisco arrodillado en meditación, de Mariana de la Cueva Benavides y Barradas.
- Joven con cofia (La boloñesa) de María Blanchard.
- Mujer en el baño (¿Diana de Poitiers?) de François Clouet.
- Retrato de caballero de Adriaen Thomasz Key.
- La Virgen del Carmen imponiendo el escapulario a San Simón Stock, de Gabriel Antonio Corvysier.
- Sagrada Familia del roble de Luis Eusebi.

Entre sus pertenencias artísticas personales, también donadas al Museo, se encontraban objetos artísticos, estampas, pinturas, enseres, muebles y juguetes (muñecas Franz Schmitd). Estos objetos artísticos se encuentran catalogados en la colección del Museo, y entre otros:
- Paisaje de Gredos de Eduardo Martínez Vázquez (1886-1971).
- Vista de la calle Mayor y de la fuente del Buen Suceso (estampa) de Jacques-Louis-Constant.
- Vista de la calle Alcalá desde la plaza de Cibeles (estampa ) de Adolphe Rouargue (1870).
- Vista de la Puerta del Sol y de la Casa de Correos (estampa) de Jacques-Louis-Constant.

## Reconocimientos
Las adquisiciones fueron presentadas en 2021 en la exposición  "El legado de Carmen Sánchez. La última lección" en las salas 60 y 60 A de la pinacoteca, siendo comisario Pedro J. Martínez Plaza, Área de Conservación de Pintura del Siglo XIX del Museo del Prado.
Se realizó el catálogo correspondiente a la exposición, con la relación de obras, editada por Pedro J. Martínez Plaza.
La exposición y el catálogo respectivo fueron acompañados de diversas actividades a lo largo del año 2021, como conferencias, vídeos y folletos al respecto.
En 2020, Sánchez García fue incluida en el proyecto de la Subdirección General de Archivos Estatales titulado Mujeres Investigadoras en los Archivos Estatales (1900-1970) y que se encuentra en el Portal de Archivos Españoles (PARES). Esta iniciativa fue impulsada por el Ministerio de Cultura con el objetivo de reconocer y poner en valor las contribuciones de aquellas mujeres que desarrollaron investigaciones en los diferentes archivos estatales a principios del siglo XX.